# Treasure (álbum de Hayley Westenra)
Treasure (también llamado Celtic Treasure) es el tercer álbum lanzado internacionalmente por la soprano neozelandesa Hayley Westenra, publicado en 2007.
El álbum, hace referencias hacia las raíces irlandesas de Westenra, interpretando temas tradicionales, como Danny Boy, y temas clásicos, como "Whispering Hope" y "The Heart Worships", como también tres composiciones originales creadas con la colaboración de Hayley en cada una de ellas. Se destaca esta producción en su versión celta por tener el tema "The Last Rose Of Summer", la cual es interpretada por Hayley y la exintegrante de Celtic Woman, Méav Ní Mhaolchatha, canción que también aparece en el tercer álbum del grupo, A New Journey en su versión a dueto.
Treasure, se convirtió en el cuarto álbum de Westenra en posicionarse exitosamente en el número #1 en las listas musicales de Nueva Zelanda, mantuvo esa posición durante cinco semanas, logrando que Westenra se convirtiera en la mujer más exitosa en la historia de las listas musicales neozelandesas.
Una edición especial del álbum contiene el himno nacional de Nueva Zelanda llamado God Defend New Zeland.

## Lista de temas

### Edición Internacional
| Nº  | Tema                    | Duración |
| --- | ----------------------- | -------- |
| 1.  | "Let Me Lie"            | 5:17     |
| 2.  | "Le Notte Del Silenzio" | 4:21     |
| 3.  | "Santa Lucia"           | 2:10     |
| 4.  | "Shenandoah"            | 3:22     |
| 5.  | "Whispering Hope"       | 2:02     |
| 6.  | "Summer Rain"           | 3:58     |
| 7.  | "Danny Boy"             | 3:42     |
| 8.  | "One Fine Day"          | 3:31     |
| 9.  | "The Heart Worships"    | 3:16     |
| 10. | "E Pari Ra"             | 3:12     |
| 11. | "Sonny"                 | 3:12     |
| 12. | "Summer Fly"            | 3:40     |
| 13. | "Melancholy Interlude"  | 1:37     |
| 14. | "Bist Du Bei Mir"       | 2:56     |
| 15. | "Abide With Me"         | 3:34     |

### Edición Irlandesa
| Nº  | Tema                                                | Duración |
| --- | --------------------------------------------------- | -------- |
| 1.  | "Let Me Lie"                                        | 5:07     |
| 2.  | "Scarborough Fair"                                  | 3:11     |
| 3.  | "Shenandoah"                                        | 3:22     |
| 4.  | "Summer Fly"                                        | 3:40     |
| 5.  | "Whispering Hope"                                   | 2:02     |
| 6.  | "Danny Boy"                                         | 3:42     |
| 7.  | "Summer Rain"                                       | 3:58     |
| 8.  | "The Last Rose Of Summer (Ft. Méav Ní Mhaolchatha)" | 3:37     |
| 9.  | "One Fine Day"                                      | 3:31     |
| 10. | "Sonny"                                             | 3:12     |
| 11. | "The Water Is Wide"                                 | 3:33     |
| 12. | "Melancholy Interlude"                              | 1:37     |
| 13. | "Abide With Me"                                     | 3:34     |

## Treasureen Celtic Woman
Treasure por el hecho de no estar afiliado a las producciones de Celtic Woman no se considera propio de éstos, pero de igual forma ha sido parte de las raíces musicales del grupo:
- The Last Rose Of Summer: Es la pista 9 en el álbum A New Journey, originalmente se extrajo del álbum de Méav Ní Mhaolchatha A Celtic Journey, pero esta versión es interpretada a dueto por Hayley y Méav.

Celtic Treasure forma parte de los Solo Works — o trabajos en solitario— de las principales integrantes de Celtic Woman.